# Харківський державний цирк
49°58′56″ пн. ш. 36°13′44″ сх. д. / 49.98222° пн. ш. 36.22889° сх. д.
Харківський державний цирк — один з найстаріших і найавторитетніших установ даного профілю в Україні.

## Історія цирку
Історія Харківського цирку починається ще в 18 столітті, коли в містах Слобідщини на вулицях влаштовували циркові вистави. Це була трупа з Москви, яка розважала городян невеликими п'єсами в ярмарковому балагані, а просто неба виступали клоуни, фокусники і дресувальники ведмедів. На початку 19 століття вистави з весни до осені у місті давали три групи бродячих комедіантів. Запеклими противниками циркових вистав були священнослужителі, адже жителі міста замість того, щоб відвідати церковне богослужіння дивилось циркові вистави, які влаштовувались на великих площах по сусідству з храмами. Після втручання духовенства циркові вистави проходили на базарних площах — на Рибній (тепер це вулиця Кооперативна), Михайлівській і Мироносицькій площах.
30-ті роки 19 століття принесли, крім комедіантів. в місто, акробатів, жонглерів, наїзників та поліпшений репертуар. Виступили вуличних труп багаті харків'яни не відвідували. Цирковим мистецтвом вони почали цікавитись тільки в другій половині XIX століття. Антрепренери бродячих груп, випереджаючи один одного, домагались від міської влади дозволу на циркові вистави. Гостра конкурентна боротьба за право показувати свої програми в Харкові йшла між Саламанськии, Суром, Веллі, Чинізеллі, Годфруа, братами Микитиними.

### Цирк Сура
На цей час у місті з'являються тимчасові споруди для виступів. Згодом — практично стаціонарні дерев'яні будівлі цирків. Перша таке споруда належала прусському підданому Вільгельму Суру. На орендованій землі по вул. Московській в 1862 році з'явився тимчасовий дерев'яний цирк. А через п'ять років дерев'яну споруду обнесли цегляною стіною, вкрили парусиною. Приміщення для глядачів обігрівалось спеціальними печами, які розташовувались у 100 метрах від цирку і передавали тепло по трубах. Олександр Купрін описує цирк так:
Это был очень известный в России цирк: Сначала он долго ездил из города в город, разбивая свое полотняное «шапито» на базарных площадях, но потом прочно укрепился в Киеве, на Васильковской улице, в постоянном деревянном здании.— Олександр Купрін «Ольга Сур»

### Цирк Дерсу
У 1868 році сусідом цирку Сура став дерев'яний балаган Жозефа Дерсу, директора московського цирку. Давши міській владі кілька піднесень та подарувавши жителям Харкова, постраждалим від пожежі 12 серпня 1868-го частину вирученої суми, він отримав лояльне відношення до себе.

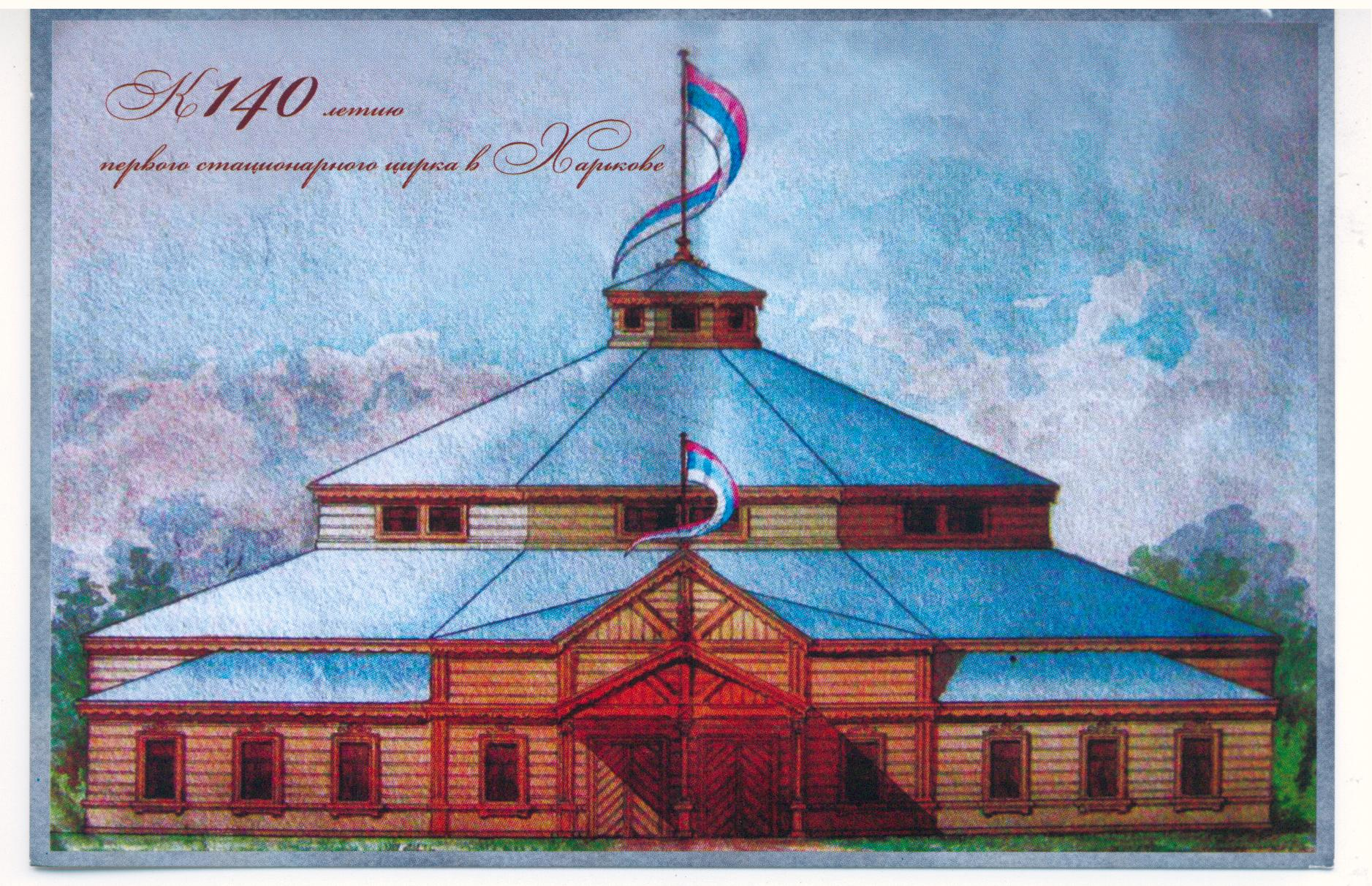
Цирк Чінізеллі на листівці привсяченій 140-річчю Харківського цирку

### Інші цирки

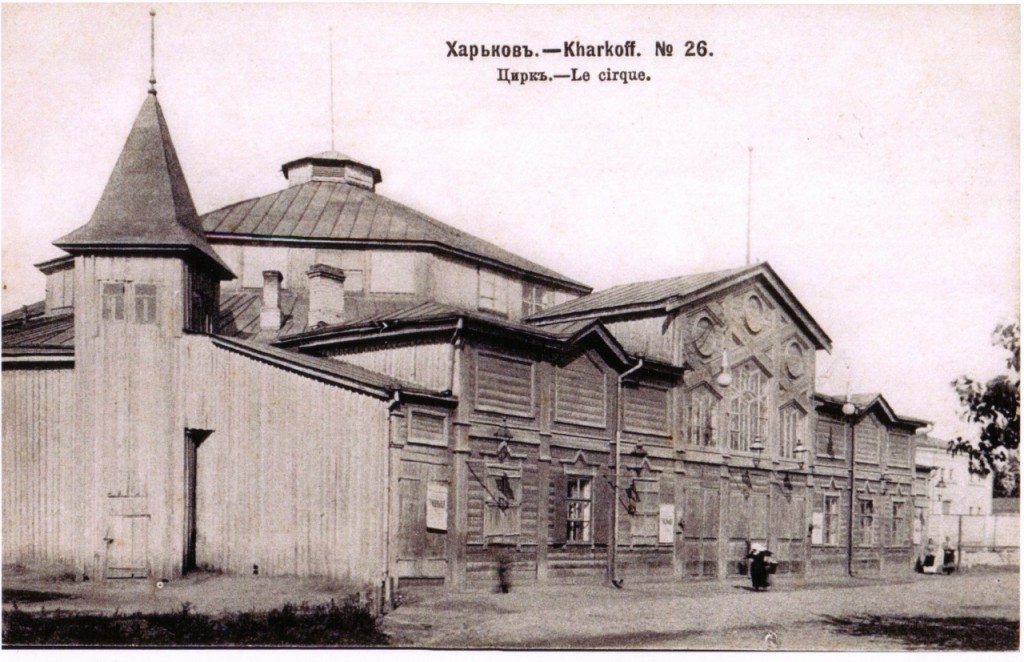
Цирк братів Микитиних на колишній вул. Катеринославській, 80 — ті рр XIX ст.

Збереглися відомості про те, що в 1881 році французькі антрепренери брати Л. і Ж.Годфруа побудували на Торговій площі (нині Павлівський майдан) дерев'яний цирк з правом показу вистав протягом п'яти років.
Засновники Московського стаціонарного цирку брати Нікітіни У 1883 році також збудували на одній з площ міста дерев'яний цирк.

### Цирк Гріккє

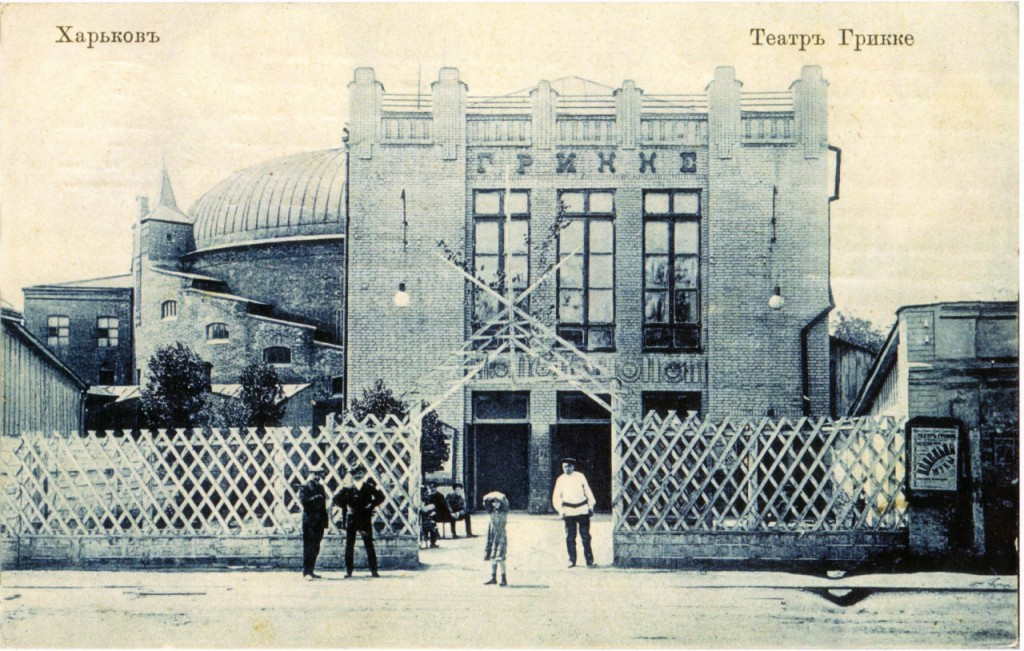
Цирк Генріха Гріккє

У 1906 році в Харкові з'явився перший кам'яний цирк, який належав купцеві Генріху Гріккє, що розбагатів на оранжерейній справі. За легендою, син купця Гріккє закохався в циркову вершницю, яка мріяла про власний цирк, і одружився з нею. Цирк Гріккє й був весільним подарунком. Насправді власник цілої мережі магазинів створив цирк-театр як черговий комерційний проект. Ця споруда будувалась на Жандармської площі за планом архітектора Хрустальова та за типом цирку братів Франконі у Парижі, передбачала електричне освітлення, калориферне опалення та пожежну безпеку і була зразковою серед циркових стаціонарних будівель кінця XIX століття.
Всередині приміщення вмонтовано тринадцятиметровий (в діаметрі) манеж, який швидко трансформувався в зал для глядачів. Цирк мав ідеальну акустику, тому тут можна було спостерігати не тільки за гімнастами в польоті, а й слухати водевілі та оперети. Стеля прикрашалась витонченим ліплення. В цьому цирку-театрі виступали не тільки акробати, жонглери, дресувальники, коміки, але й театральні трупи М. Л. Кропивницького, П. К. Саксаганського, М. К. Садовського. Згодом актори стали піддаватися нещадній експлуатації з метою наживи власників цирку. На сцені панувала вульгарність, грубість. Ситуація не набагато покращилась і тоді, коли в 1914 році в Росії була створена профспілка артистів вар'єте і цирків.

### Цирк Муссурі

Театр Муссурі на вул. Благовіщенській

У двох кварталах від цирку Гріккє в 1910—1911 роках за проектом архітектора Б. Корнієнка цирк побудував колишній антрепренер Микитиних, грек Герасим Михайлович Муссурі. Це був найбільший цирк у світі — на 5'750 місць (у новому харківському цирку близько 2'500), з різними підсобними приміщеннями. Цирк Муссурі мав рухому арену, яка могла підніматися або опускатися та обладнаний за останнім словом техніки — можна було втілити будь-яку ідею режисера. У 1912 році його переобладнали в театр оперети. Поряд з цирковими виставами, які включали циркові номери, різні види боротьби, гастролі столичного цирку Ж. Труцці ставилися опери, проводилися концерти духової музики та ін. У радянський час тут виступав Володимир Маяковський, давала естрадні концерти Клавдія Шульженко. Але акустичний проект був невдалим і через погану погану акустику глядачі перестали ходити до опери. У радянський час в будівлі діяв театр музичної комедії. Вигляд будівлі в стилі модерн згодом був перероблений в стилі конструктивізм. Зараз фасад кардинально змінив свій вигляд, але всередині збереглися елементи модернового декору. Після пожежі в 1980-х будівля спорожніла і поступово руйнується.

### Радянський цирк
Після революції 1917 року ситуація стабілізувалась і радянський багатонаціональний цирк успадкував все найкраще, що було створено в дореволюційній Росії. Головним у цирковому мистецтві став показ фізичної краси людини, сильної тілом і сміливої духом. Змістовними стають виступи клоунів-сатириків, особливою популярністю користувалися Віталій Лазаренко й син відомого клоуна-дресирувальника А. Л. Дурова . У 30-ті роки цирк Гріккє став називатися Харківським державним цирком, було проведено капітальний ремонт самої споруди, яку добудували: арену зробили стаціонарною, верхній ярус сцени відвели під оркестровий майданчик, а нижній пристосували під артистичний вихід.
У 1932 році цирк очолив видатний діяч циркового мистецтва заслужений працівник культури УРСР Фред Дмитрович Яшинов, який був директором та брав участь у постановці нових номерів, атракціонів і цілих програм. Фред Яшинов створив гримерні для артистів, реконструював стайні, виховав першу радянську дресувальницю хижих тварин харків'янку Ірину Миколаївну Бугримову, згодом народну артистку СРСР, Героя Соціалістичної праці. Нині площа, де знаходиться будівля „нового“ цирку, носить її ім'я.
Артистка писала:
«Харківський цирк! Це моя юність. Харківський цирк — це мій початок роботи в цирковому мистецтві … І всі мої подальші етапи творчого життя пов'язані зі старим Харківським цирком! Дякуємо!»
У 1982 році директор Харківського цирку Фред Яшинов, будучи беззмінним директором цирку протягом 50 років, підсумував:
На моїх очах виросли в першокласних майстрів багато артистів, які тоді розпочинали — дресувальники, наїзники, акробати, клоуни …

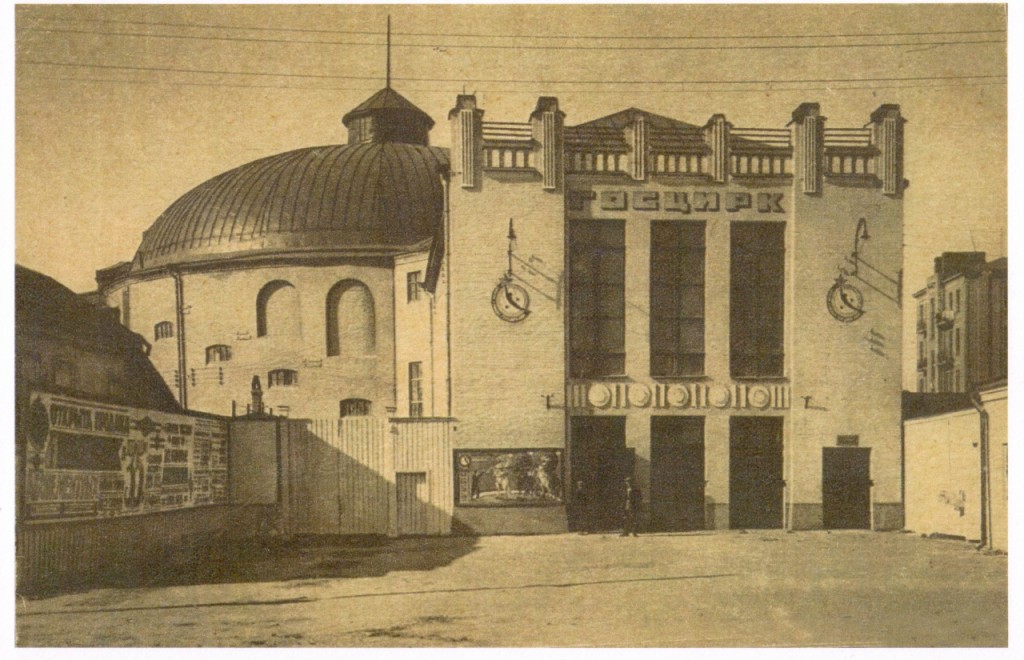
ДЕРЖавний ЦИРК (колишній Гріккє)

В роки радянсько-німецької війни в приміщенні цирку німецькі окупанти організували ковбасну фабрику, що врятувало його від розтрощення. Відступаючи, німці замінували будівлю, але завдяки дружині одного з артистів, яка працювала в окупантів прибиральницею і бачила, де закладено вибухівку, цирк було врятовано. Вона розповіла про це детально радянським військам, коли ті увійшли до міста.

## Новий цирк
У 1974 році Харківський цирк переїхав в нову будівлю, на манежі якого 9 квітня було дано першу циркову виставу. Нова будівля цирку була побудована за типовим проектом, розробленим у 1966 році московським інститутом «Діпротеатр» (архітектори С. М. Гельфер та Г. В. Напреєнко, конструктор В. Корнілов). Проектна місткість — 2047 глядачів. У кінці 1960-х — середині 1970-х років проект цирку був реалізований ще в дев'яти великих містах колишнього СРСР, спочатку в Новосибірську, а далі в Уфі, Самарі, Донецьку, Пермі, Луганську, Воронежі, Кривому Розі і Брянську.
З 1975 року в Харківському державному цирку відкрилась Харківська філія Всесоюзної дирекції з підготовки циркових програм, атракціонів і номерів. Директором та художнім керівником філії став Є. М. Зіскінд, який майже двадцять років пропрацював головним режисером Харківського цирку. Це були часи нових оригінальних номерів, які входили в єдину систему «циркового конвеєра» країни, прекрасних костюмів, реквізитів і оформлення, за якими спостерігали як радянські, так і зарубіжні глядачі. Тут народилися такі великі атракціони, як «Гімалайські ведмеді» заслуженого артиста РРФСР Луїджі Безано, «Леви» заслуженої артистки РРФСР Ольги Борисової, «Африканські леви-велетні» Миколи Сквирського, «атракціон ілюзіону» Анатолія Фурманова, «Незвичайна олімпіада» Віталія Пузакова, «Атлет і лев» Віктора Ярославцева, «Серед хижаків» Вальтера Запашного, «Екзотичні тварини» Степана Ісаакяна і багато інших.
На манежі Харківського цирку вперше виступив у ролі клоуна в майбутньому народний артист СРСР, «сонячний клоун» Олег Попов
У Харківському цирку працювало багато великих циркових артистів: народні артисти СРСР Юрій Нікулін, В. Філатов, Х. Заріпов, Ірбек Кантеміров, М. Запашний, Л. і В. Шевченко, „Карандаш“ (Михайло Рум'янцев), народні артисти Росії В. Запашний, М. Шуйдін, Т. і Ю. Кукес, В. Шемшур Ю. Авьеріно, Юрій Куклачов, А. Марчевекій, Є. Майхровський, Є. Беляузр, С. Ігнатов, А. Вісетаев, Т. Нугзар, Ю. Мерденов, С. Бегбуді, Ю. Дуров, Б. Бірюков.

### Сучасний цирк
Сучасний Харківський цирк є майстернею творчих кадрів для Українського цирку. З 1982 по 2001 рік директором цирку був Н. М. Юнаков, з 2001 р. — Олексій Анатолійович Житницький.
За останні десять років випущені номери різних жанрів, зокрема: «Повітряний політ» у постановці С. Манчука, «Повітряний політ» у постановці С. Коваленка, «Партерний політ» у постановці С. Шаталова, «Вільна дресура поні» в постановці А. Спектора. У вересні 2008 року відбувся випуск нового номера «Акробати на батуті» під керівництвом Є. Захарова. Прем'єра нового атракціону «Дресировані леви» в постановці А. Пинко, присвячена пам'яті І. М. Бугрімової відбулась у вересні 2006 року. Харківський цирк залишається улюбленим місцем дозвілля харків'ян і гостей міста.